# Ormajärvi-Untulanharju
Ormajärvi-Untulanharju este o arie protejată (arie specială de conservare — SAC, sit de importanță comunitară — SCI) din Finlanda întinsă pe o suprafață de 709 ha, integral pe uscat.

## Localizare
Centrul sitului Ormajärvi-Untulanharju este situat la coordonatele 61°06′02″N 24°58′09″E / 61.1006°N 24.9692°E.

## Înființare
Situl Ormajärvi-Untulanharju a fost declarat sit de importanță comunitară în august 1998 pentru a proteja 2 specii de animale. Situl a fost protejat și ca arie specială de conservare în aprilie 2015.

## Biodiversitate
Situată în ecoregiunea boreală, aria protejată conține 7 habitate naturale: Lacuri eutrofice naturale cu vegetație de tip Magnopotamion sau Hydrocharition, Izvoare fino-scandinave și mlaștini produse de izvoare bogate în minerale, Taiga vestică, Păduri caducifoliate bătrâne naturale hemiboreale fino-scandinave (Quercus, Tilia, Acer, Fraxinus sau Ulmus) bogate în specii epifite, Păduri fino-scandinave bogate în ierburi cu Picea abies, Păduri de conifere pe eskere fluvioglaciare sau legate la acestea, Mlaștini împădurite.
La baza desemnării sitului se află mai multe specii protejate de  mamifere (2): vidră de râu (Lutra lutra), veveriță zburătoare siberiană (Pteromys volans).
Pe lângă speciile protejate, pe teritoriul sitului au mai fost identificate 6 specii de plante, 1 specie de nevertebrate, 2 specii de pești.